# Zakarya Bergdich
Zakarya Bergdich (arabisch زكريا بركديش; * 7. Januar 1989 in Compiègne) ist ein marokkanisch-französischer ehemaliger Fußballspieler. Er war Teil der marokkanischen Fußballnationalmannschaft, die an den Olympischen Sommerspielen 2012 teilgenommen hatten.

## Karriere

### Verein
Bergdich begann seine Karriere bei UJA Maccabi Paris. Nach einer Saison wechselte er innerhalb seines Geburtslandes Frankreich zu RC Lens. Mit 51 Meisterschaftseinsätzen absolvierte er bei RC Lens bisher seine meisten Pflichtspiele.
Nach Stationen bei Real Valladolid, FC Genua, Charlton Athletic und FC Córdoba wurde Bergdich zur Saison 2017/18 von FC Sochaux zurück nach Frankreich geholt.
Nach einer weiteren Station in der portugiesischen Liga bei Belenenses SAD wechselte Bergdich zur Saison 2019/20 zum türkischen Erstligisten Denizlispor. Er blieb in der Türkei bis zum Karriereende 2023.

### Nationalmannschaft
Bergdich lief zwischen 2011 und 2012 für die marokkanische U-23-Nationalmannschaft auf. In den darauffolgenden zwei Jahren lief er insgesamt 18 mal in offiziellen FIFA-Länderspielen für die A-Nationalmannschaft auf.